# Mordedura animal
Una mordedura de animal es una herida, generalmente una perforación o una laceración causada por los dientes. En general, una mordedura de animal provoca una ruptura de la piel, además de contusiones provocadas por la excesiva presión sobre el tejido corporal de la mordedura. Las contusiones pueden ocurrir sin una ruptura de la piel. Las mordeduras pueden ser provocadas o no provocadas. Otros ataques por mordedura pueden ser aparentemente no provocados. Morder es una acción física que no solo describe un ataque, sino que es una respuesta normal de un animal cuando come, transporta objetos, reblandece y prepara alimentos para sus crías, elimina ectoparásitos de su superficie corporal, elimina semillas de plantas adheridas a su pelaje o pelo, rascándose a sí mismo y acicalando a otros animales. Las mordeduras de animales a menudo causan infecciones graves y muertes. Las mordeduras de animales no solo incluyen heridas ocasionadas por los dientes de reptiles o mamíferos, sino también de peces y anfibios. Los artrópodos también pueden morder y dejar lesiones.

## Signos y síntomas
Las heridas por mordedura pueden causar los siguientes signos y síntomas:
- Daño tisular generalizado debido a desgarros y arañazos,
- Hemorragia grave si se perforan los vasos sanguíneos mayores,
- Infección por bacterias u otros patógenos, incluida la rabia,
- Introducción de veneno en la herida causada por animales venenosos como algunas serpientes e
- Introducción de otros irritantes en la herida, que causan inflamación y picazón.

## Clasificación
Las mordeduras generalmente se clasifican según el tipo de animal que causa la herida. Muchos animales diferentes muerden a los seres humanos.

### Vertebrados

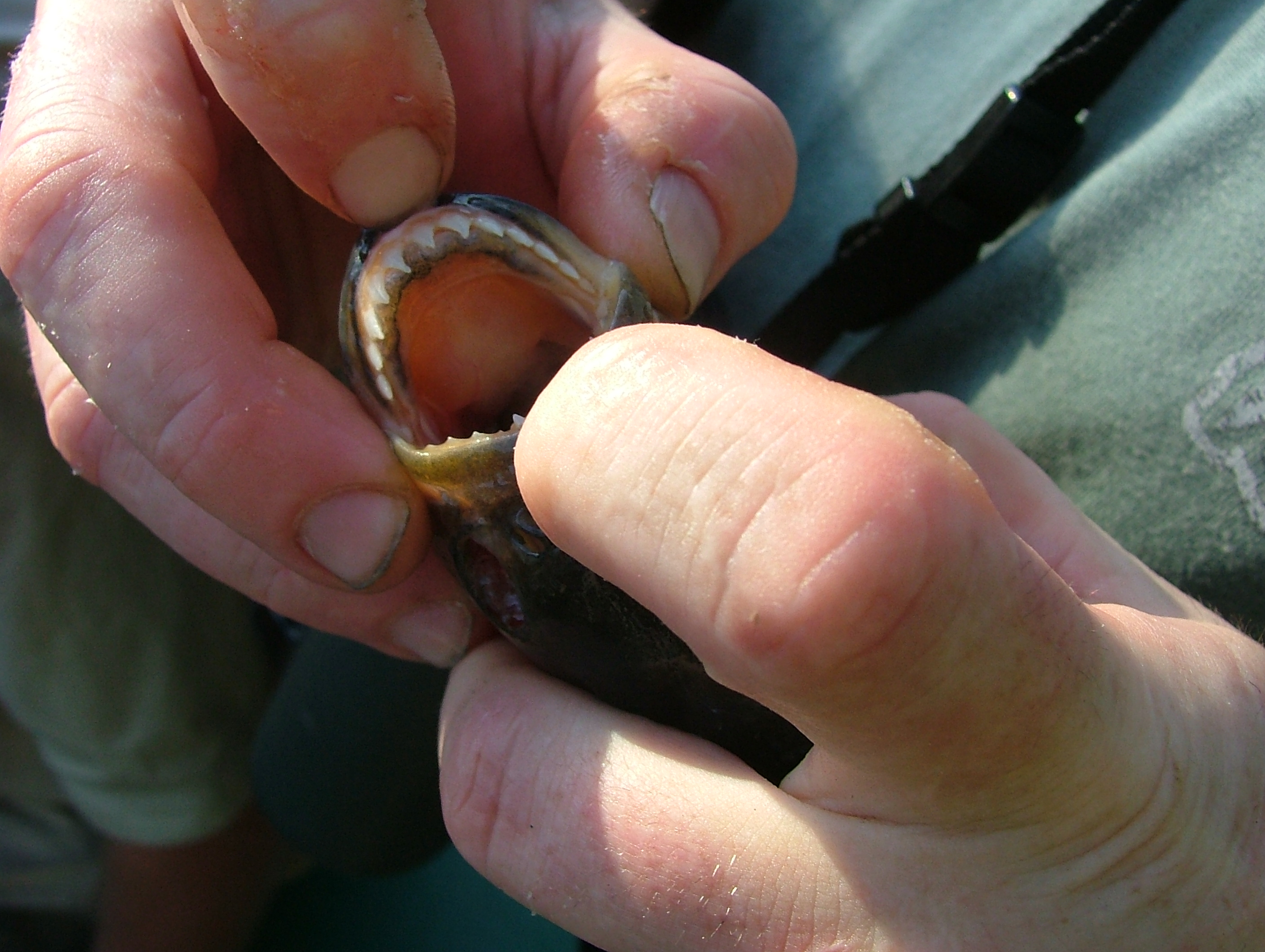
Mandíbula de una piraña

- Los animales de compañía, tales como perros, gatos, ratas, hurones y loros, pueden morder a los seres humanos.
- Los animales salvajes en ocasiones pueden morder a los seres humanos. Las mordeduras de varios mamíferos como los murciélagos, las mofetas, los lobos, los mapaches, etc. pueden transmitir la rabia, que es casi siempre mortal si no se trata.[1]
- Las mordeduras humanas son capaces de causar grandes daños en la carne, pero son particularmente peligrosas para la propagación de enfermedades transmisibles.

Las lesiones por mordedura en puño cerrado debido a puñetazos en los dientes (también conocidas como heridas por mordedura inversa) son una consecuencia común de las peleas. Estas se denominan "mordeduras de lucha". Las lesiones en las que se muerden las articulaciones o los tendones de la mano tienden a ser las más graves.
Se sabe que los bebés en proceso de dentición muerden objetos para aliviar la presión sobre sus dientes en crecimiento, y pueden morder involuntariamente las manos o los brazos de las personas mientras lo hacen. Los niños pequeños también pueden morder a las personas por ira o mal comportamiento, aunque, esta tendencia generalmente se corrige temprano en la vida del niño.

### Lesión por mordedura inversa
Una lesión por mordedura inversa (también denominada lesión de puño apretado, lesión de puño cerrado o mordedura de lucha) ocurre cuando una persona golpea a otra en la cara y la piel (y a veces los tendones) de sus nudillos se corta contra los dientes de la persona a la que está pegando.  La herida a menudo se localiza sobre la articulación metacarpofalángica, lo que puede ocasionar una lesión en el tendón. El tratamiento médico de esta lesión es similar al de una mordedura humana, pero también puede implicar daño de los tendones subyacentes. Estas lesiones deben tratarse como otras mordeduras humanas: irrigar la herida y tomar antibióticos son algo esencial, ya que la saliva humana puede contener bacterias. La naturaleza de estas lesiones es tal que incluso si la lesión se maneja de manera óptima pueden obtenerse  resultados desfavorables.

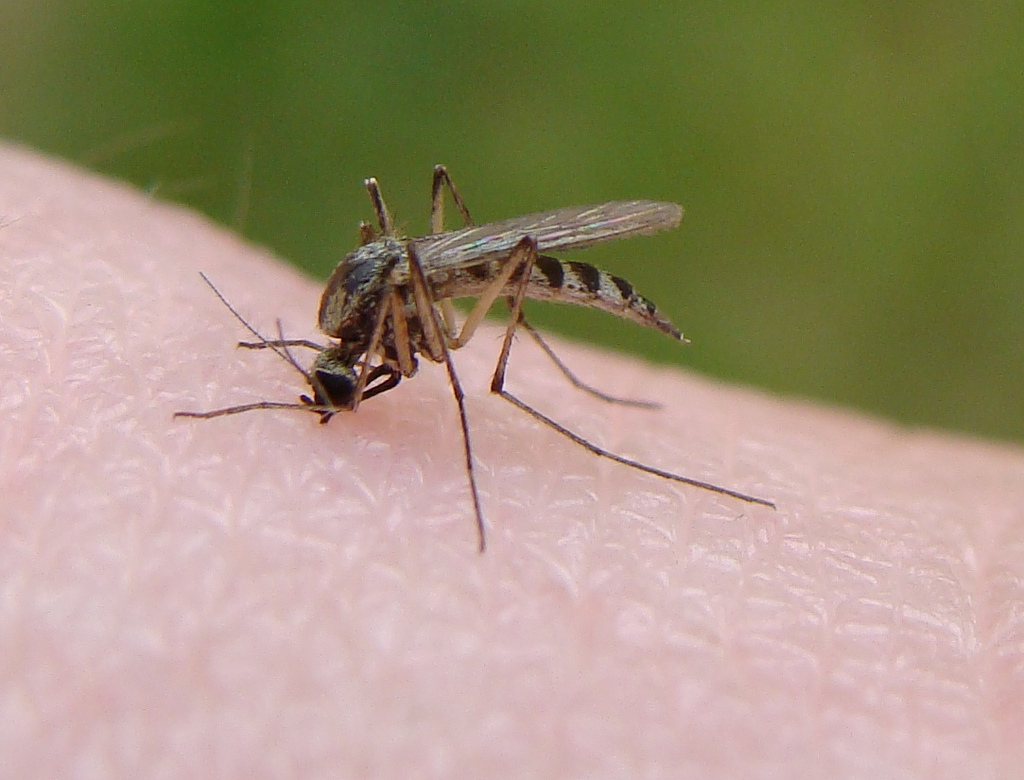
Algunas especies de mosquitos cortan la piel, mordiéndola, antes de succionar la sangre.

### Artrópodos
Las picaduras de artrópodos tienen algunas de las consecuencias para la salud más graves que se conocen. Las picaduras de mosquitos transmiten enfermedades graves y causan millones de muertes y enfermedades en el mundo. Las garrapatas también transmiten muchas enfermedades como la enfermedad de Lyme.
- La picadura de araña.
- Mordeduras y picaduras de insectos.
  - Las picaduras de pulgas son responsables de la transmisión de la peste.
  - Las picaduras de mosquitos son responsables de la transmisión del dengue y la malaria.
- Mordedura de sanguijuela

## Mecanismo

### Trauma
Una de las primeras consecuencias de una mordedura es el trauma infligido sobre el tejido. Algunos animales implicados en infligir mordeduras, también las reciben durante la confrontación. El trauma incluye arañazos en la superficie de la piel, pérdida de dientes, heridas punzantes, laceraciones superficiales y profundas, amputaciones, y desgarros en la piel y el cabello. Si los principales vasos sanguíneos están dañados, puede darse una pérdida grave de sangre.

### Infección
Los organismos patógenos pueden introducirse en la picadura. Algunos de los patógenos pueden proceder de la boca del "mordedor", del sustrato sobre el que puede caer la persona lesionada o el animal, o de los microorganismos naturales presentes en la piel o el pelo del animal. La aparición de los antibióticos mejoró el resultado de las infecciones y de las heridas por mordedura.

### Rabia
Las mordeduras de animales en las que se ha atravesado la piel, generalmente perros y murciélagos, transmiten rabia a los seres humanos. La rabia en otros animales es poco frecuente. Si el animal es atrapado vivo o muerto, y su cabeza se conserva, se puede analizar para detectar la enfermedad. Los signos de rabia incluyen: la formación de espuma en la boca, los gruñidos, la automutilación, el comportamiento brusco, los ojos rojos y la hidrofobia.
En muchos lugares, si el animal no puede ser capturado, se recomienda el tratamiento preventivo contra la rabia. 

## Tratamiento
El primer paso en el tratamiento incluye lavar la herida por mordedura. Si hay un riesgo bajo de infección, se puede suturar la herida. El desbridamiento y drenaje de las heridas por mordedura se practicaba en la época anterior a los antibióticos, pero todavía tenía una alta tasa de infección.

### Antibióticos
Se recomiendan antibióticos para prevenir la infección en mordeduras de perros y gatos en la mano, y para mordeduras humanas si son más que superficiales. También se recomiendan en aquellos que tienen una función inmunodeficiente. No están claras las pruebas de antibióticos para prevenir infecciones en mordeduras en otras áreas.
La primera opción es amoxicilina con ácido clavulánico, y, si la persona es alérgica a la penicilina, doxiciclina y metronidazol. Las penicilinas antiestafilocócicas (por ejemplo: cloxacilina, nafcilina, flucloxacilina) y los macrólidos (por ejemplo: eritromicina, claritromicina) no se utilizan para la terapia empírica, porque no cubren especies de Pasteurella.

### Vacunas
Las medidas de prevención generales contra la rabia están disponibles en Norteamérica y en los países del norte de Europa.
El tratamiento con toxoide tetánico se recomienda en aquellos pacientes cuyas vacunas no están al día y tienen una mordedura que perfora la piel. La inmunoglobulina antitetánica deberá administrarse a personas si han pasado más de diez años desde la vacunación anterior. Los potenciadores del tétanos deben administrarse cada diez años.
| Dosis            | Heridas menores                                       | Otras heridas                                        |
| menos de 3 dosis | TT: sí TIG: no                                        | TT: sí TIG: sí                                       |
| más de 3 dosis   | TT: si la última dosis fue hace 10 años o más TIG: no | TT: si la última dosis fue hace 5 años o más TIG: no |

TT = toxoide tetánico; TIG: inmunoglobulina antitetánica

### Picaduras de mosquitos
Los antihistamínicos son un tratamiento eficaz para los síntomas de las picaduras. Muchas enfermedades como el paludismo y el dengue son transmitidas por mosquitos.

## Epidemiología
Las mordeduras humanas son el tercer tipo más frecuente de mordedura después de las mordeduras de perro y gato. Las mordeduras de perro son habituales, siendo los niños los objetivos principales de sus mordiscos, sobre todo en la cara y en el cuello cabelludo. Alrededor de 4.7 millones de mordeduras de perros se denuncian anualmente en los Estados Unidos. El recuento anual estimado de mordeduras de animales en Estados Unidos es de 250.000 mordeduras humanas, de uno a dos millones de mordeduras de perros, 400.000 mordeduras de gato, y 45.000 mordeduras de serpientes. Las mordeduras de mofetas, caballos, ardillas, ratas, conejos, cerdos y monos pueden llegar al uno por ciento de las lesiones por mordedura. Los ataques de hurones domésticos que no fueron provocados han causado lesiones faciales graves. Aunque se supone que los animales no domesticados son la causa más común de la infección por rabia, representan menos del 1% de las heridas por mordedura denunciadas. Cuando una persona es mordida, lo más probable es que ocurra en el brazo derecho, probablemente debido a reacciones defensivas cuando la persona utiliza su brazo dominante. Se estima que tres cuartas partes de las mordeduras están localizadas en los brazos o piernas de los seres humanos. Las mordeduras en el rostro de los seres humanos constituyen solo el 10% del total. Dos tercios de las lesiones por mordedura en humanos son sufridas por niños menores de diez años.
Hasta tres cuartas partes de las mordeduras de perros ocurren a menores de 20 años. En Estados Unidos, el coste asociado a las mordeduras de perro se calcula en más de mil millones de dólares americanos anuales. Los grupos de edad que sufren la mayoría de las mordeduras de perros son niños de entre 5 y 9 años. A menudo, las mordeduras no se denuncian y no se administra ningún tratamiento médico. Hasta un 1% de las visitas a urgencias pediátricas son para el tratamiento de mordeduras de animales. Esto es más frecuente durante los meses de verano. Hasta el cinco por ciento de los niños que reciben atención de emergencia por mordeduras de perro son ingresados en el hospital. Las mordeduras generalmente suelen ocurrir a última hora de la tarde y a primera hora de la noche. Las niñas son mordidas con más frecuencia por gatos que por perros. Los niños son mordidos por perros en una proporción dos veces mayor que las niñas.

## Historia
Las mordeduras de humanos ya se registraron durante la era bíblica. Desde 1910 en Estados Unidos se han registrado informes de infección secundaria después de una mordedura humana en niños. Las tasas de morbilidad y mortalidad mejoraron con el uso de antibióticos.